# Résumé
Résumé, ook geschreven als Resumé of Resume, is een achtregelig epigram van de Amerikaanse dichteres Dorothy Parker (1893-1967) dat in 1926 werd opgenomen in haar bundel Enough Rope.
Enough Rope was toen het in 1926 verscheen onmiddellijk een bestseller. Parkers humoristische, no-nonsensebenadering van poëzie sprak zowel het grote publiek als critici aan. Ondanks het succes dat ze genoot na de publicatie van haar eerste poëziebundels Enough Rope (1926) en Sunset Gun (1928) bleef Parker kampen met depressies, slechte relaties en alcoholverslaving. Ze zou meerdere zelfmoordpogingen ondernemen tijdens haar leven, maar stierf uiteindelijk in 1967 aan hartfalen.
Het onderwerp van het gedicht Résumé is zelfmoord. Drie jaar voordien had Parker met een scheermes zelfmoord proberen te plegen, waardoor het ironische gedicht een autobiografisch karakter heeft (zie versregel 1). Parker vermijdt echter melodramatiek en somt vrij nuchter een aantal wijzen op waarop men zelfmoord kan plegen. Een soort macabere checklist die niettemin een luchtige toon heeft en leidt tot de conclusie dat gewoon blijven leven de beste keuze is:
Résumé
Razors pain you;
Rivers are damp;
Acids stain you;
And drugs cause cramp.
Guns aren't lawful;
Nooses give;
Gas smells awful;
You might as well live.
Resumé
Scheermessen snijden;
Rivierwater maakt klam;
Zuren doen lijden;
Van drugs krijg je kramp.
Wapens zijn strafbaar;
Stroppen begeven;
Gas ruikt zo raar;
Je kunt net zo goed leven.

## Analyse
Het gedicht heeft als rijmschema ababcdcd. Het zou volgens dit rijmschema  kunnen worden opgedeeld in twee kwatrijnen, maar Parker laat de versregels als een geheel samen.
Résumé is een uit trocheeën samengesteld puntdicht of epigram, een kort schertsend gedicht dat vaak wordt afgesloten met een onverwachte conclusie. Parkers gedicht is opgebouwd als een logisch proces van eliminatie waarin een voor een zeven methoden van zelfmoord worden uitgesloten.
De spreker in het gedicht heeft het schijnbaar niet over zichzelf, maar spreekt een kandidaat-zelfmoordenaar toe. Het lijkt alsof ze hem of haar het idee van zelfmoord uit het hoofd wil praten door de afschrikwekkende nadelen van elke methode te noemen, maar de afstandelijke toon van het gedicht wijst eerder op onverschilligheid.
Versregel 1Parker opent met een manier om zelfmoord te plegen waarmee ze persoonlijke ervaring had: in 1923 had ze haar polsen doorgesneden met een scheermesje. De wonden die ze zichzelf had toegebracht waren echter niet erg diep. Razors pain you betekent letterlijk dat scheermesjes een helse pijn veroorzaken. Af te raden dus.
Versregel 2Rivers are damp is weer een understatement zoals elke regel uit het gedicht. Zelfmoord plegen door jezelf in de rivier te verdrinken geeft je een uiterst oncomfortabel, vochtig gevoel.
Versregel 3Acids stain you benadrukt niet zozeer de pijn die het slikken van bijvoorbeeld zoutzuur teweegbrengt, maar vooral dat zuren een vreselijk aangetast lijk achterlaten. Ze bevlekken je, maken je ontoonbaar. Te vermijden dus.
Versregel 4And drugs cause cramp beschouwt het nemen van een overdosis drugs of het innemen van een of andere dodelijke combinatie van pillen. Ook deze methode valt af, omdat het lichaam, in een poging om de drugs af te stoten, vreselijke krampen zal krijgen.
Versregel 5Guns aren't lawful duidt erop dat de spreker deze methode ontraadt vanwege het onwettelijk karakter ervan. Dat zou bijzonder ironisch zijn, omdat een dode zich immers geen rekenschap meer kan geven en niet kan worden gearresteerd voor het overtreden van de wet. Een andere mogelijke verklaring voor deze versregel is dat Parker bedoelt dat het te moeilijk is om aan wapens te raken omdat ze illegaal zijn.
Versregel 6Nooses give: ook hier gebruikt Parker een understatement, door erop te wijzen dat stroppen los kunnen raken en dus niet voldoende effectief zijn om zelfmoord te plegen.
Versregel 7Gas smells awful: zelfmoord plegen met een gas (uitlaatgas van een auto of gas van een fornuis waarschijnlijk) valt af omdat gas niet goed ruikt. Ook hier is de spreker emotioneel afstandelijk en gaat hij of zij niet in op de ernst van de daad van zelfmoord.
Versregel 8You might as well live is de onvermijdelijke conclusie, want geen enkele methode is vrij van lijden of is gegarandeerd effectief. Leven mag dan wel een beproeving zijn, het is na de analyse van de spreker een betere en meer logische keuze dan een einde te maken aan je leven.
Men interpreteert de titel 'Résumé' vaak als een voorafspiegeling van deze laatste versregel die kandidaat-zelfmoordenaars aanspoort om (dus) gewoon verder te leven: het Engelse werkwoord 'to resume' betekent immers hervatten, de draad weer opnemen, doorgaan.